# الدرم (الرضمة)

تعديل مصدري - تعديل

الدرم محلة تابعة لقرية ذى لحية، التابعة لعزلة كحلان بمديرية الرضمة إحدى مديريات محافظة إب في الجمهورية اليمنية.، بلغ تعداد سكانها 165 حسب تعداد اليمن لعام 2004.